# Zamarada pringlei
Zamarada pringlei är en fjärilsart som beskrevs av Fletcher 1974. Zamarada pringlei ingår i släktet Zamarada och familjen mätare. Inga underarter finns listade i Catalogue of Life.